# Діу (острів)
Діу — острів в Аравійському морі, відокремлений від південного узбережжя півострова Катхіавар (штат Гуджарат, Індія) вузькою припливною протокою. 

## Опис

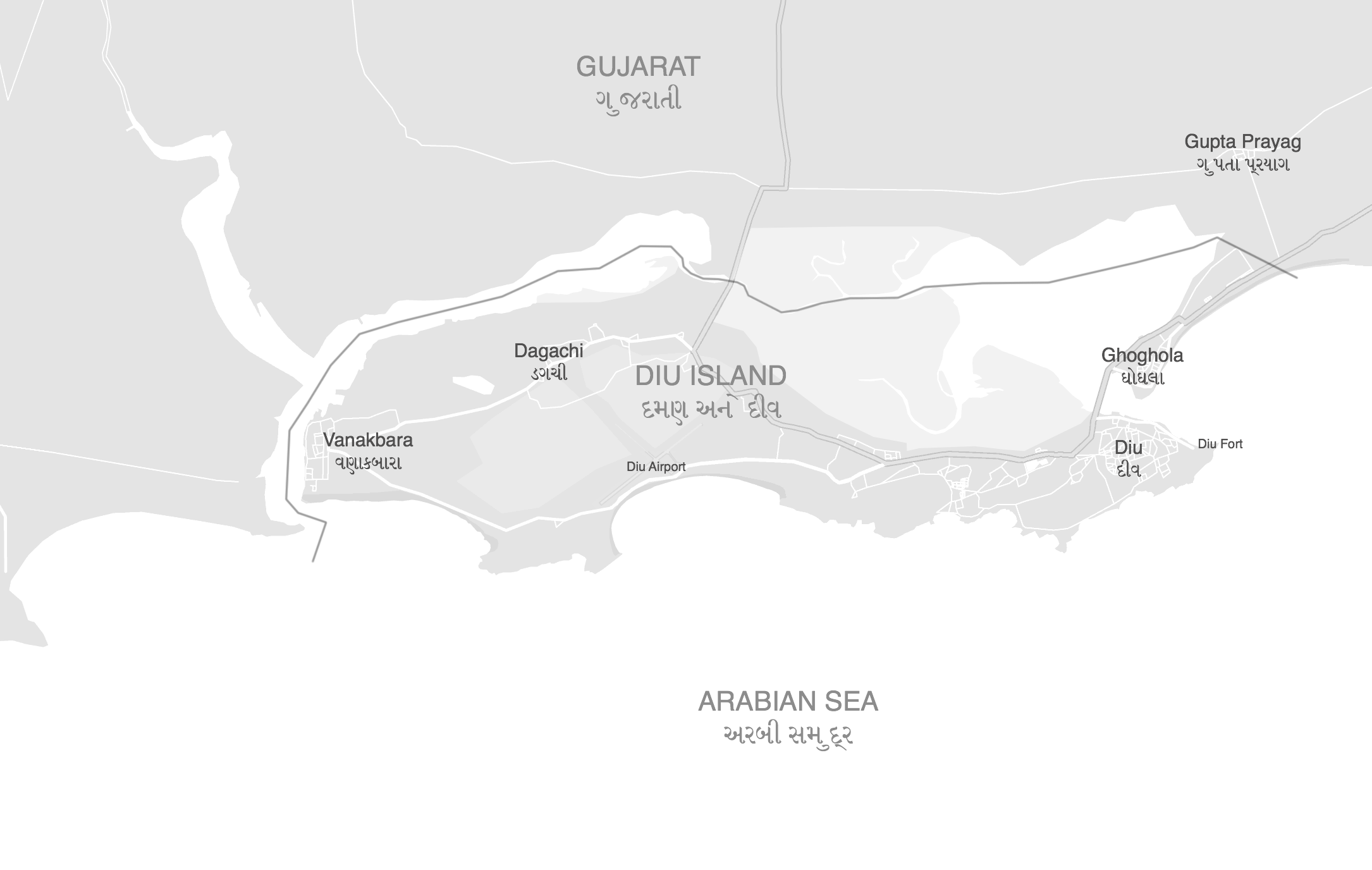
Карта острова Діу з основними характеристиками.

Острів лежить за 5 км на схід від мису Діу, має площу 40 км² і населення 44 110 (перепис 2001 року).
Весь острів адміністративно належить до округу Діу, що входить до союзної території Дадра і Нагар Хавелі і Даман і Діу в Індії. 
На острові розташовані місто Діу і старий португальський форт Діу. Острів з'єднаний з материком двома автомобільними мостами, на ньому є також внутрішній аеропорт Діу.

## Пам'ятки острова

### Церква Святого Павла
Будівництво цієї церкви було розпочато в 1601 році і було завершено до 1610 року. Церква присвячена Богоматері Непорочного Зачаття в 1691 році.

### Церква Святого Томи
Зараз музей, стара церква Святого Томи містить античні статуї, різноманітні кам’яні написи попередніх правителів, дерев'яні різьблення та ідоли. Величезна будівля готичної архітектури була побудована в 1598 році. Частина його переобладнана під музей — сховище археологічних скарбів. Представлені артефакти датуються XVI століттям і пізніше.

### Форт Діу

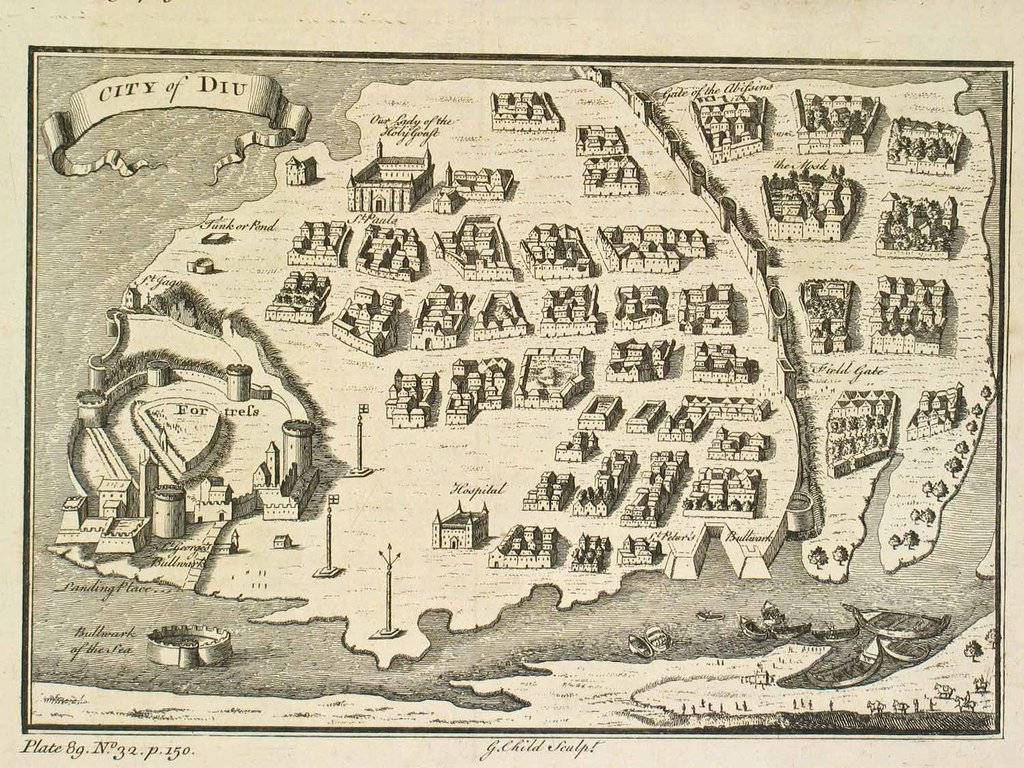
Карта Діу, 1729 р. (гравюра Г. Чайлда)

Форт Діу був побудований португальцями під час їхнього колоніального панування на острові Діу. Місто Діу розташоване на захід від форту.
Форт був побудований в 1535 році після укладення оборонного союзу, створеного Бахадур-шахом, султаном Гуджарату та португальцями, коли Хумаюн, імператор Моголів, вів війну, щоб анексувати цю територію. Деякі добудови зроблені в 1541 році, і форт з роками зміцнювався до 1546 року. Португальці правили цією територією з 1537 року (з року, коли вони повністю взяли під контроль форт, а також місто Діу) до 1961 року. Вони були змушені піти лише в грудні 1961 року (незважаючи на те, що Індія стала незалежною країною в 1947 році) під час військових дій під назвою «Операція Віджай», розпочатих урядом Індії, і після цього Діу був анексований Індією як союзна територія з центральним управлінням.
Маяк на території форту є найвищою точкою Діу, його промінь сягає 32 км у кожному напрямку. На території форту є кілька невеликих каплиць, одна з яких містить вигравірувані фрагменти надгробків. Частина форту також служить в'язницею острова.

### Фортім-ду-Мар
Побудована на скелі прямо в гирлі струмка, що відокремлює острів Діу від материка, фортеця Фортім-ду-Мар (Морський форт або Пані-Кота ) являє собою чудову кам'яну споруду в морі. Приблизно в одній морській милі (1852 км) від пристані Діу тут також є маяк і невелика каплиця, присвячена Богоматері з моря. На фортецю відкривається прекрасний краєвид з пристані, з селища Ґогла чи з власне Діу, чи з самого форту Діу.